# David Rittenberg

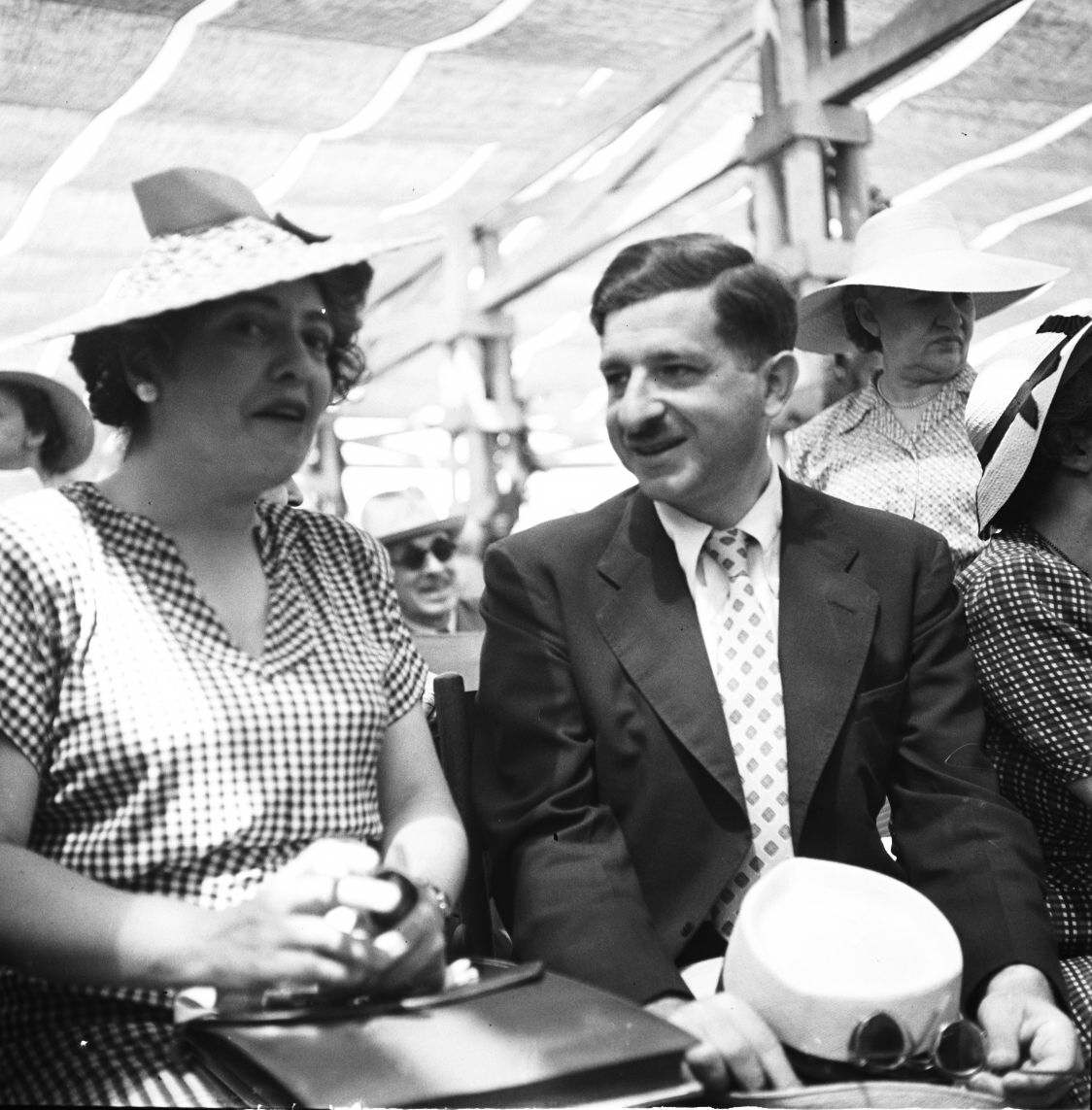
Rittenberg 1941 bei Gründung des Weizmann Institute of Science

David Rittenberg (* 11. November 1906 in New York City; † 24. Januar 1970 ebenda) war ein US-amerikanischer Biochemiker. Er war ein Pionier der Untersuchung der Biochemie des Stoffwechsels mit stabilen Isotopen. 
Rittenberg erhielt 1929 seinen Bachelor-Abschluss am City College of New York und wurde 1934 an der Columbia University bei Harold Urey promoviert (Some Equilibria Involving Isotopes of Hydrogen). Dazwischen schlug er sich während der Großen Depression mit verschiedenen, teils skurrilen Jobs durch, wie dem eines chemischen Beraters für einen Schwarzbrenner. Mit Rudolf Schönheimer benutzte er um 1935 das Wasserstoffisotop Deuterium, um Stoffwechselvorgänge zu studieren, zum Beispiel beim Fettstoffwechsel. Wenig später waren 15N-Isotope verfügbar und Rittenberg und Schönheimer studierten damit den Proteinstoffwechsel. 1941 übernahm Rittenberg das Isotopenlabor (Schönheimer beging im gleichen Jahr Suizid). 1956 wurde Rittenberg Vorstand der Abteilung Biochemie an der Columbia University.
1941 erhielt David Rittenberg den Eli Lilly Award in Biological Chemistry. Er war Mitglied der National Academy of Sciences (1953) und der American Academy of Arts and Sciences (1964).
Er wurde von Chaim Weizmann eingeladen, die Gründung des Weizmann-Instituts mitzuplanen, war in dessen Leitungsrat und wurde 1967 dessen Ehren-Fellow. Er unterstützte die Entwicklung der Wissenschaften in Israel auch auf andere Weise, zum Beispiel im Beratungsgremium der Hadassah Medical School.